# NGC 7695
NGC 7695 este o galaxie situată în constelația Peștii. A fost descoperită în 18 noiembrie 1864 de către Albert Marth.